# Frankly Jazz
Frankly Jazz war der Titel einer Fernsehserie, die Jazzmusik präsentierte und 1962/63  im Raum Los Angeles ausgestrahlt wurde.
Die halbstündige Fernsehserie Frankly Jazz wurde von 1962 bis 1963 vom Sender KTLA im Raum Los Angeles ausgestrahlt; sie ging aus dem gleichnamigen täglichen Rundfunkprogramm des Senders KRHM-FM hervor. Gary Markas war der Regisseur der insgesamt elf Folgen der Sendung, die der Radio-DJ Frank Evans moderierte; die beiden waren auch die Produzenten der TV-Serie. Ein weiterer Mitarbeiter (Talent Coordinator) war Richard Bock. Musiker wie Curtis Amy/Dupree Bolton („Summertime“), Paul Horn („On Green Dolphin Street“), The Jazz Crusaders, Irene Kral („Forgetful“), Shelly Manne („Straight No Chaser“), Mary Ann McCall („After You’ve Gone“), Terry Morel, Joe Pass („Sonny Moon for Two“), Lou Rawls („Willow Weep for Me“), Howard Rumseys Lighthouse All-Stars, Gary Peacock, Shorty Rogers („I’m Gonna Go Fishing“), Bud Shank & Clare Fischer („Misty“), Gerald Wilson („Milestones“) und Jimmy Witherspoon („It's a Low-down Dirty Shame“) traten in Frankly Jazz auf.